# ATP World Tour Finals 2014
L'ATP World Tour Finals 2014 (chiamato anche Barclays ATP World Tour Finals 2014 per motivi di sponsorizzazione) è stato un torneo di tennis che si è disputato a Londra, nel Regno Unito, dal 9 al 16 novembre 2014 sul campo di cemento indoor dell'O2 Arena. È stato l'evento conclusivo dell'ATP World Tour 2014, a cui partecipano i primi 8 giocatori della classifica ATP di singolare e le prime 8 coppie della classifica di doppio. È stata la 45ª edizione per quanto riguarda il torneo di singolare e della 40ª per quanto riguarda quello di doppio.

## Qualificazioni

### Regolamento
Gli 8 giocatori che hanno accumulato il maggior numero di punti validi nei tornei del Grande Slam, dell'ATP World Tour 2014 e nella Coppa Davis 2014 ottengono la qualificazione per il torneo. I punti validi comprendono tutti quelli ottenuti nel 2014, più quelli derivati dalla finale di Coppa Davis 2013 e da tutti i tornei Challenger disputati dopo l'ATP World Tour Finals 2013.
Per qualificarsi, un giocatore che ha terminato la stagione 2013 fra i primi 30 deve partecipare ai quattro tornei Slam e ad otto tornei ATP World Tour Masters 1000 nel corso del 2014. Inoltre vengono conteggiati per la classifica i suoi 4 migliori risultati nei tornei ATP World Tour 500 series e i migliori 2 nei tornei ATP World Tour 250 series. Ai giocatori che non parteciperanno ad uno di questi eventi vengono conteggiati 0 punti per il torneo. Il Monte Carlo Masters è diventato facoltativo dal 2009, e se un giocatore decide di parteciparvi il risultato sarà conteggiato come uno dei 4 tornei 500. La Coppa Davis viene anch'essa conteggiata come un torneo 500, se il giocatore non avrà disputato un numero sufficiente di tornei di questa fascia, e se non avrà ottenuto risultati migliori nei 250 o nei Challenger. Se il giocatore (ad esempio per infortunio) non può partecipare ai tornei prestabiliti, nei 18 tornei validi per la classifica vengono conteggiati i risultati migliori nei tornei 250 o Challenger.
Un giocatore che è impossibilitato a partecipare ai tornei a causa di un infortunio, non riceve alcuna penalità. L'ATP World Tour Finals 2014 conterà come un 19º torneo aggiuntivo nella classifica degli otto qualificati.

### Singolare
| Gruppo A |
| Gruppo B |

| #   | Giocatore     | Punti  | Tornei | Data di qualificazione |
| --- | ------------- | ------ | ------ | ---------------------- |
| 1   | Novak Đoković | 10,010 | 17     | 7 luglio               |
| inf | Rafael Nadal  | 6,835  | 19     | 14 luglio              |
| 2   | Roger Federer | 8,700  | 18     | 18 agosto              |
| 3   | Stan Wawrinka | 4,895  | 18     | 12 ottobre             |
| 4   | Kei Nishikori | 4,625  | 21     | 31 ottobre             |
| 5   | Andy Murray   | 4,475  | 21     | 30 ottobre             |
| 6   | Tomáš Berdych | 4,465  | 23     | 31 ottobre             |
| 7   | Milos Raonic  | 4,440  | 20     | 31 ottobre             |
| 8   | Marin Čilić   | 4,150  | 24     | 18 ottobre             |

Il 7 luglio dopo la vittoria di Wimbledon, Novak Đoković è il primo giocatore a qualificarsi per le finals.

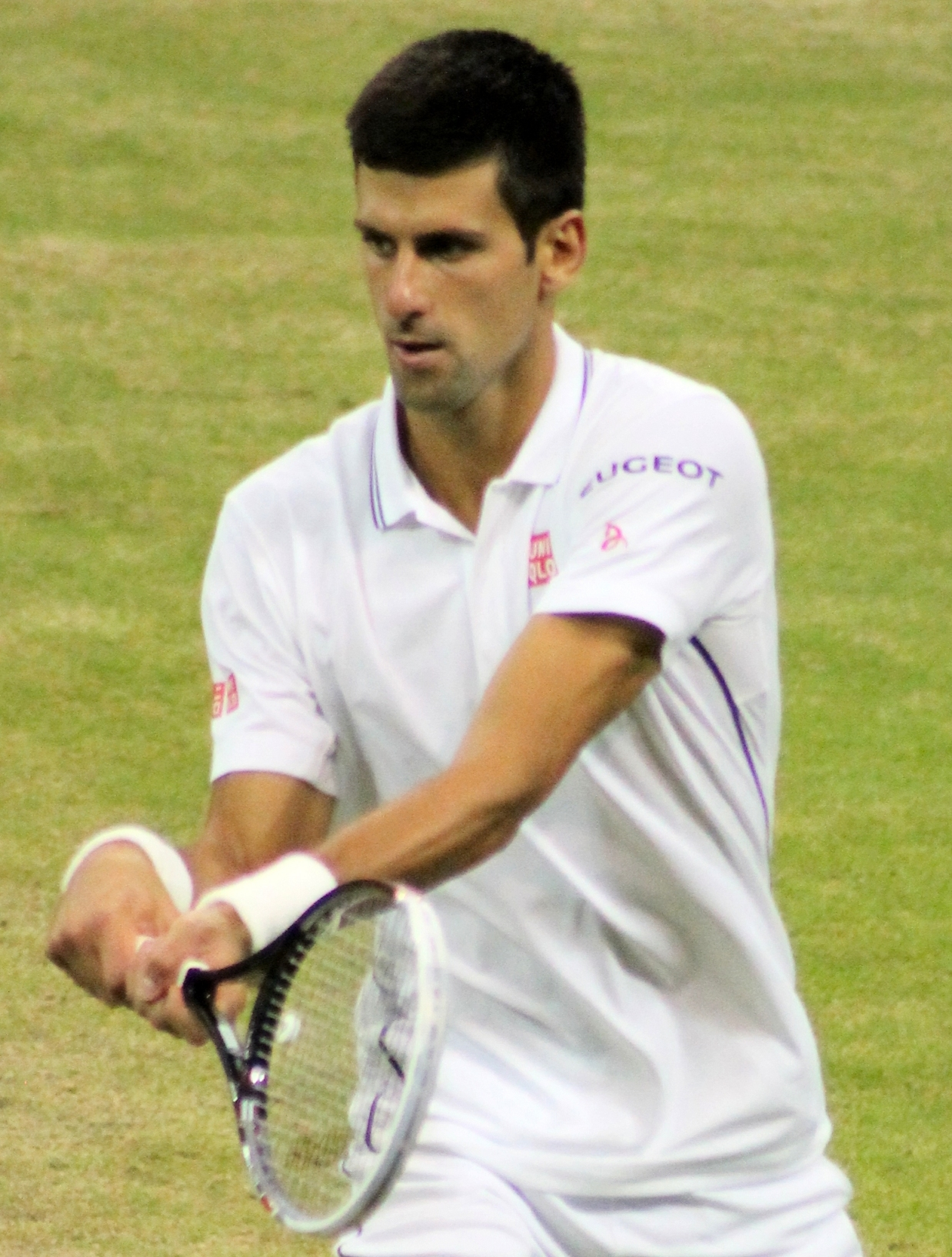
Novak Đoković vincitore del Torneo di Wimbledon 2014

Novak Đoković inizia come al solito la stagione con il primo Slam, a Melbourne non riesce tuttavia a conquistare il quarto titolo consecutivo a causa della sconfitta nei quarti di finale contro Stan Wawrinka. A marzo vince i Masters 1000 di Indian Wells, su Roger Federer in finale, e di Miami contro Rafael Nadal.
Durante la stagione su terra riesce a sconfiggere Nadal nella finale di Roma ma poche settimane dopo lo scontro si ripete sui campi del Roland Garros dove è costretto ad arrendersi al maiorchino. Torna al successo sui campi in erba di Wimbledon dove sconfigge al quinto set Roger Federer.
Agli US Open viene eliminato in semifinale da Kei Nishikori mentre nello swing asiatico riesce a conquistare Pechino, in finale su Berdych, e viene sconfitto in semifinale a Shanghai da Federer. Vince l'ultimo Masters 1000 annuale a Parigi sconfiggendo per 6-2, 6-3 Milos Raonic.
Il 18 agosto dopo la vittoria al Western & Southern Open, Roger Federer è il secondo giocatore a qualificarsi per le finals.

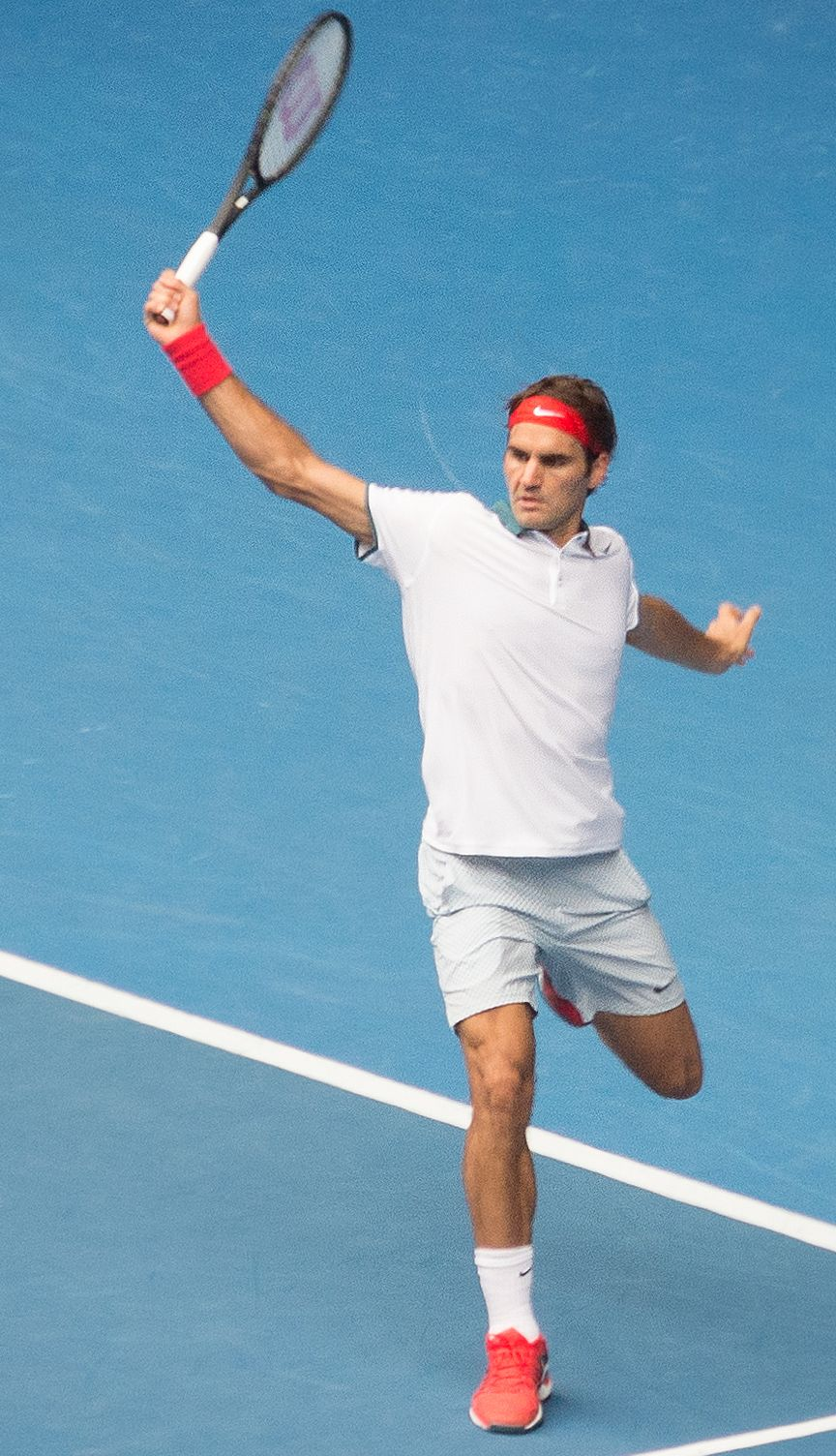
Roger Federer vincitore di 5 tornei su 10 finali

Roger Federer incomincia l'anno con la finale di Brisbane dove viene sconfitto da Lleyton Hewitt, a Melbourne si arrende in semifinale a Rafael Nadal mentre a febbraio vince il primo titolo superando a Dubai un Berdych che aveva vinto il primo set. Raggiunge la finale di Indian Wells dove viene sconfitto da Đoković e a Monte Carlo è Stan Wawrinka a fermarlo nell'incontro decisivo.
Raggiunge due finali nella stagione sull'erba, vince ad Halle mentre viene sconfitto da Đoković nella finale di Wimbledon. Fa quattro finali sul cemento: perde la prima a Toronto mentre esce vincitore da Cincinnati (6-3, 1-6, 6-2 a Ferrer), Shanghai e Basilea.
Il 12 ottobre dopo Shanghai Rolex Masters, Stan Wawrinka si qualifica al Masters

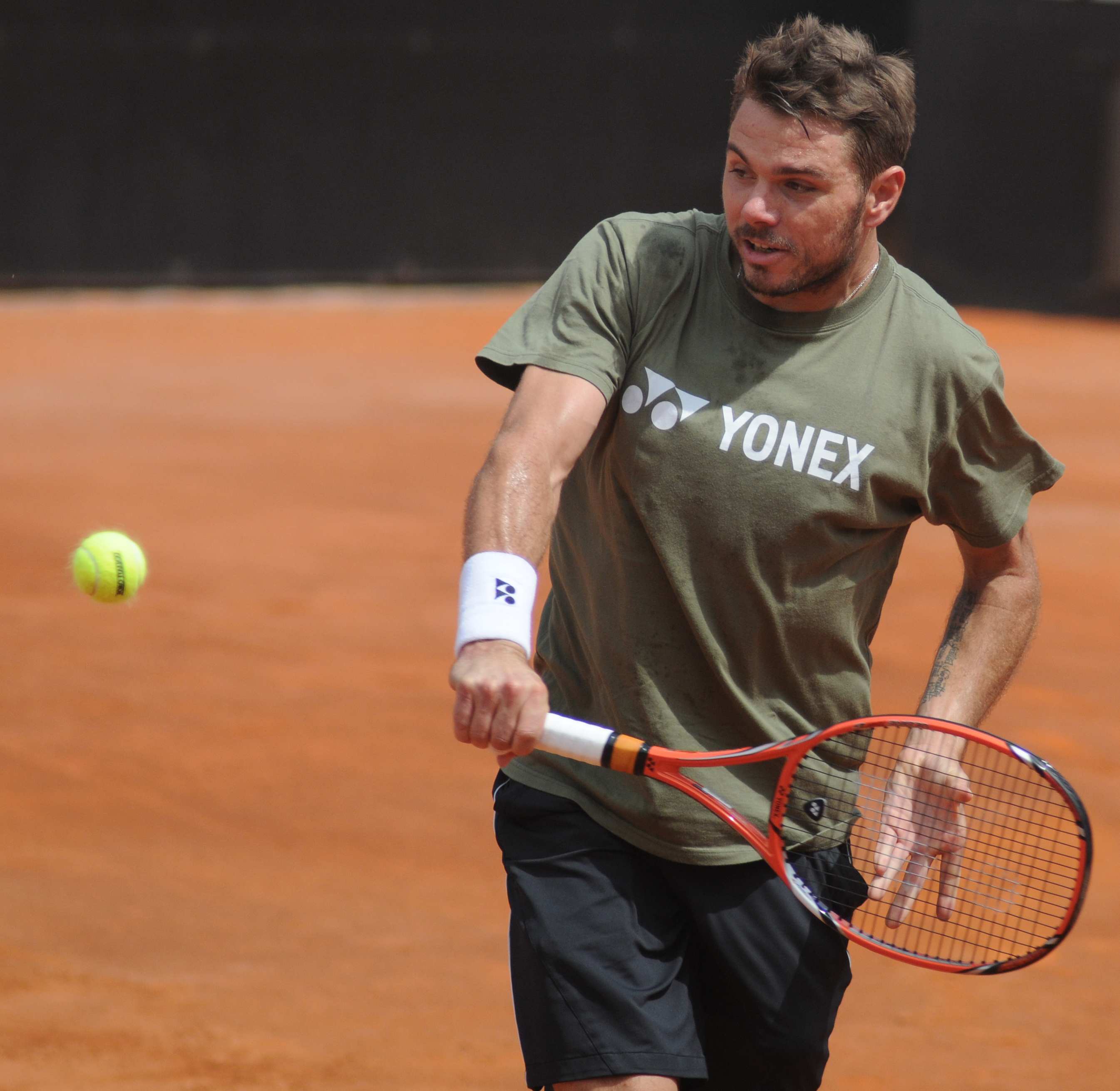
Stan Wawrinka vince il suo primo Slam, gli Australian Open

Stan Wawrinka comincia l'anno nel migliore dei modi, a gennaio vince il torneo di Chennai e soprattutto il suo primo Slam superando nella finale degli Australian Open lo spagnolo Rafael Nadal. Gioca e vince la terza finale stagionale in aprile, a Monte Carlo sconfigge il connazionale Federer per 4-6, 7–6(5), 6-2.
Il finale di stagione non è allo stesso livello dell'inizio, si ferma nei quarti di finale a Wimbledon, Cincinnati e New York.
Il 30 ottobre dopo lo BNP Paribas Masters Andy Murray si qualifica al Masters

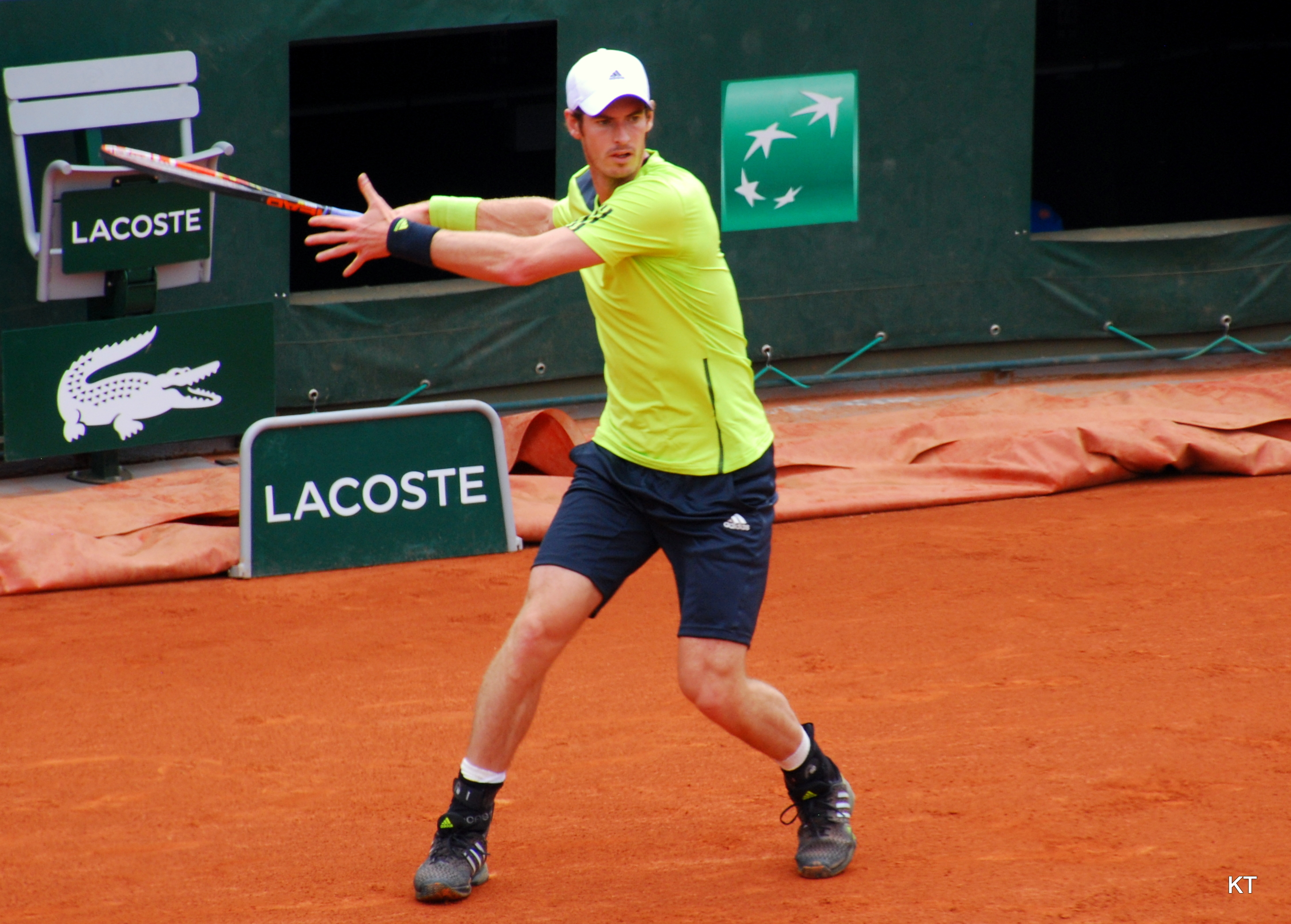
Andy Murray alla sua sesta partecipazione al Masters

Andy Murray ha cominciato la stagione da numero quattro al mondo ma, complici i risultati inferiori all'anno precedente, ha faticato a restare nella top-10. In Australia viene eliminato nei quarti di finale da Roger Federer, arriva in semifinale ad Acapulco dove è Grigor Dimitrov a rimontarlo e chiudere l'incontro per 4-6, 7–6(5), 7–6(3). Sulla terra di Parigi avanza fino alle semifinali dove viene sconfitto nettamente in tre set da Nadal mentre a Wimbledon non riesce a difendere il titolo del 2013 uscendo di scena nei quarti di finale.
Si riprende nel finale di stagione quando vince tre titoli: a Shenzhen e Valencia su Tommy Robredo e a Vienna su David Ferrer.
Il 31 ottobre, Tomáš Berdych, Milos Raonic e Kei Nishikori si qualificano per le finals.

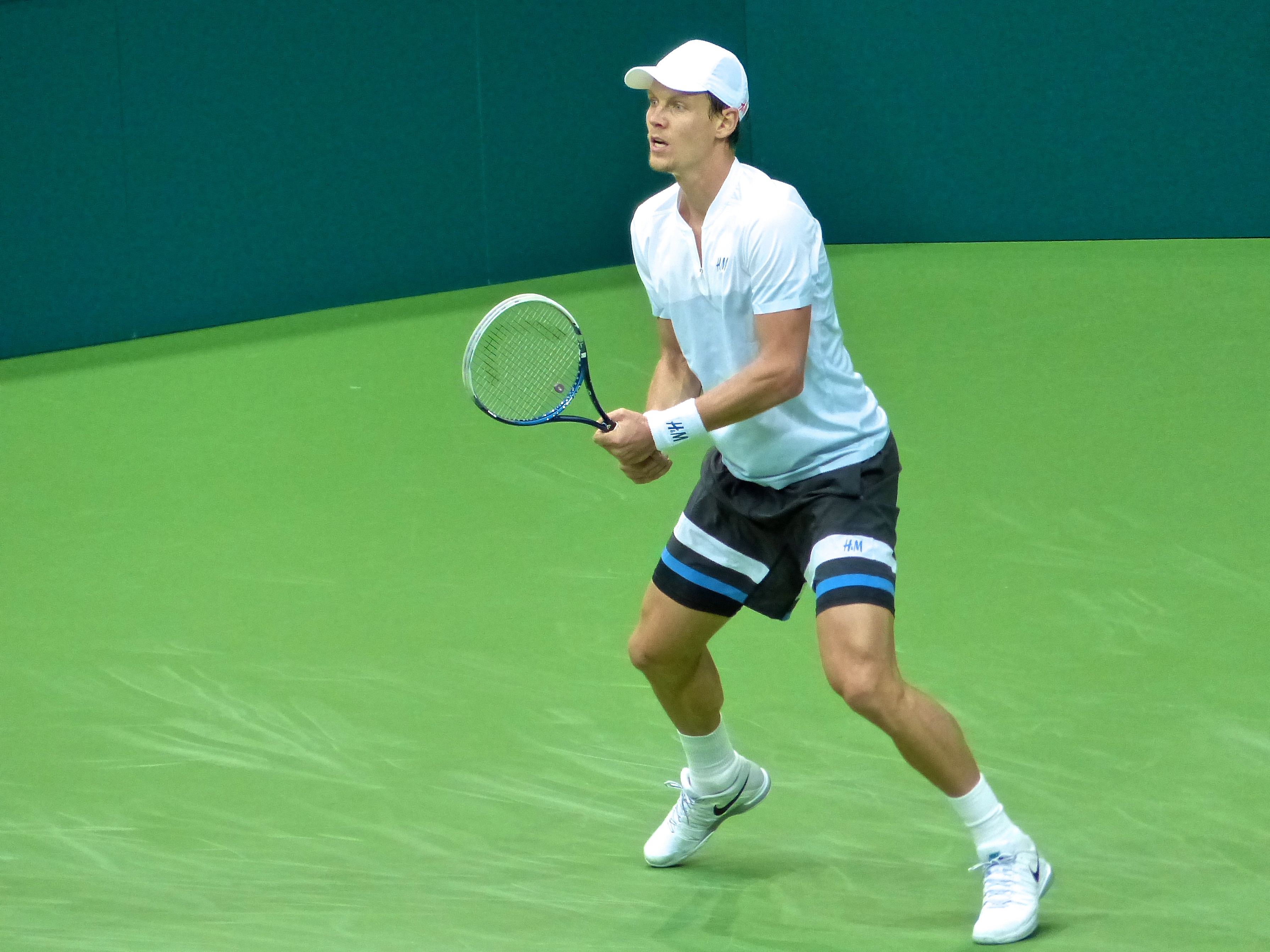
Tomáš Berdych vince due titoli su cinque finali stagionali

Tomáš Berdych gioca la sua prima semifinale a Melbourne dove viene sconfitto dal futuro campione Stan Wawrinka, a febbraio vince l'ATP 500 di Rotterdam su Marin Čilić e due settimane dopo viene sconfitto nella finale di Dubai da Roger Federer.
In aprile perde la finale di Oeiras contro Carlos Berlocq mentre a fine settembre viene fermato da Novak Đoković nella finale dell'ATP 500 di Pechino. Ad ottobre vince il secondo titolo stagionale a Stoccolma su Dimitrov.

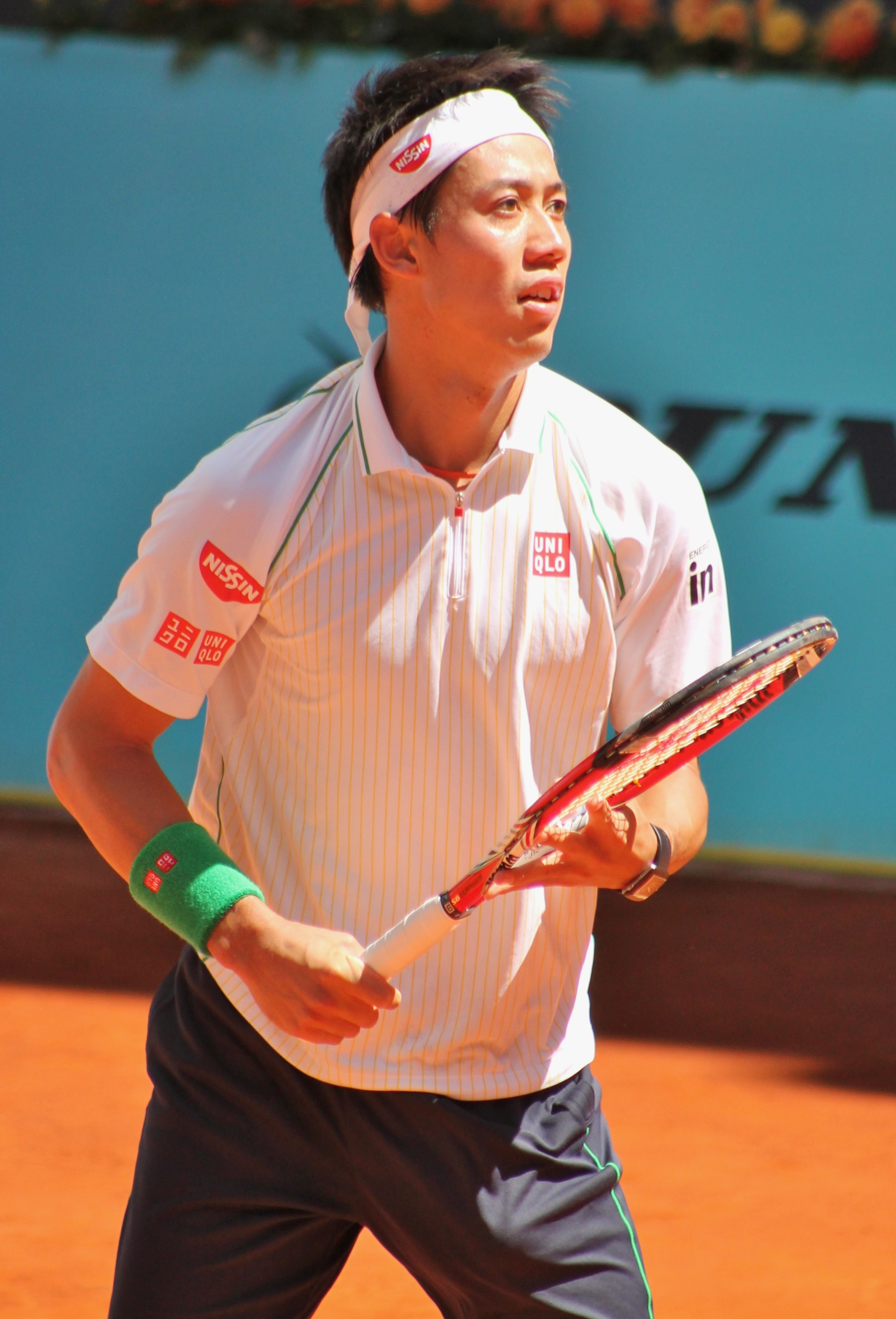
Kei Nishikori raggiunge la sua prima finale Slam agli US Open

Kei Nishikori vince il primo titolo stagionale a Memphis sul croato Ivo Karlović mentre gioca due finali importanti nella stagione su terra rossa: vince a Barcellona su Santiago Giraldo mentre a Madrid è costretto al ritiro dopo aver vinto un set contro Rafael Nadal.
I risultati migliori arrivano nel finale di stagione, gioca la sua prima finale Slam a New York dove, dopo aver sconfitto i più quotati Raonic, Wawrinka e Đoković, viene sconfitto da Marin Čilić in tre set. Esce vincitore dai tornei di Kuala Lumpur e Tokyo.

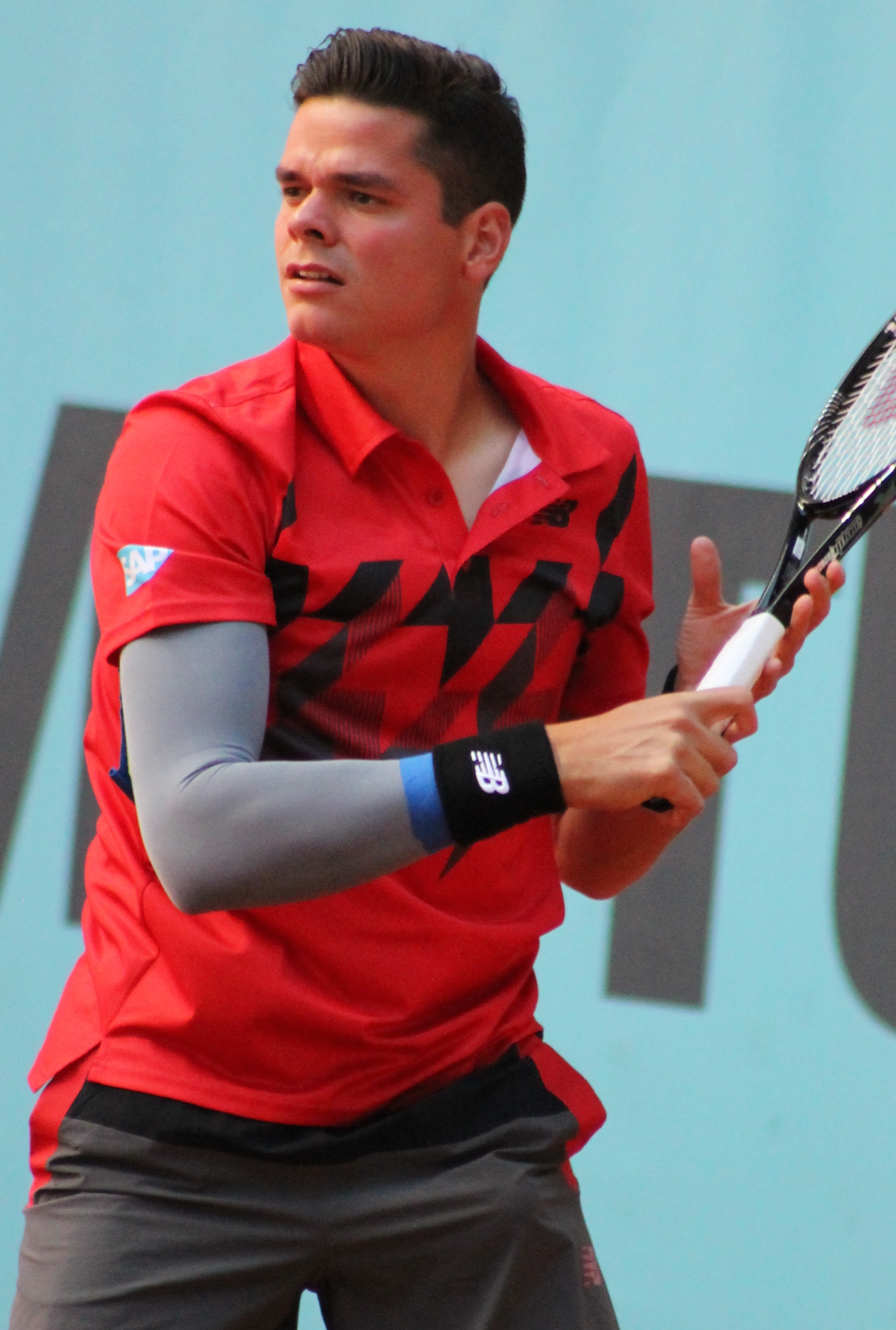
Milos Raonic alla sua prima partecipazione alle ATP World Tour Finals

Milos Raonic vince il primo titolo a fine luglio quando supera nella finale di Washington il connazionale Pospisil, a fine stagione perde due finali: a Tokyo dal tennista di casa Nishikori e a Parigi da Đoković.
Il 18 ottobre Marin Čilić si qualifica per le Finals.

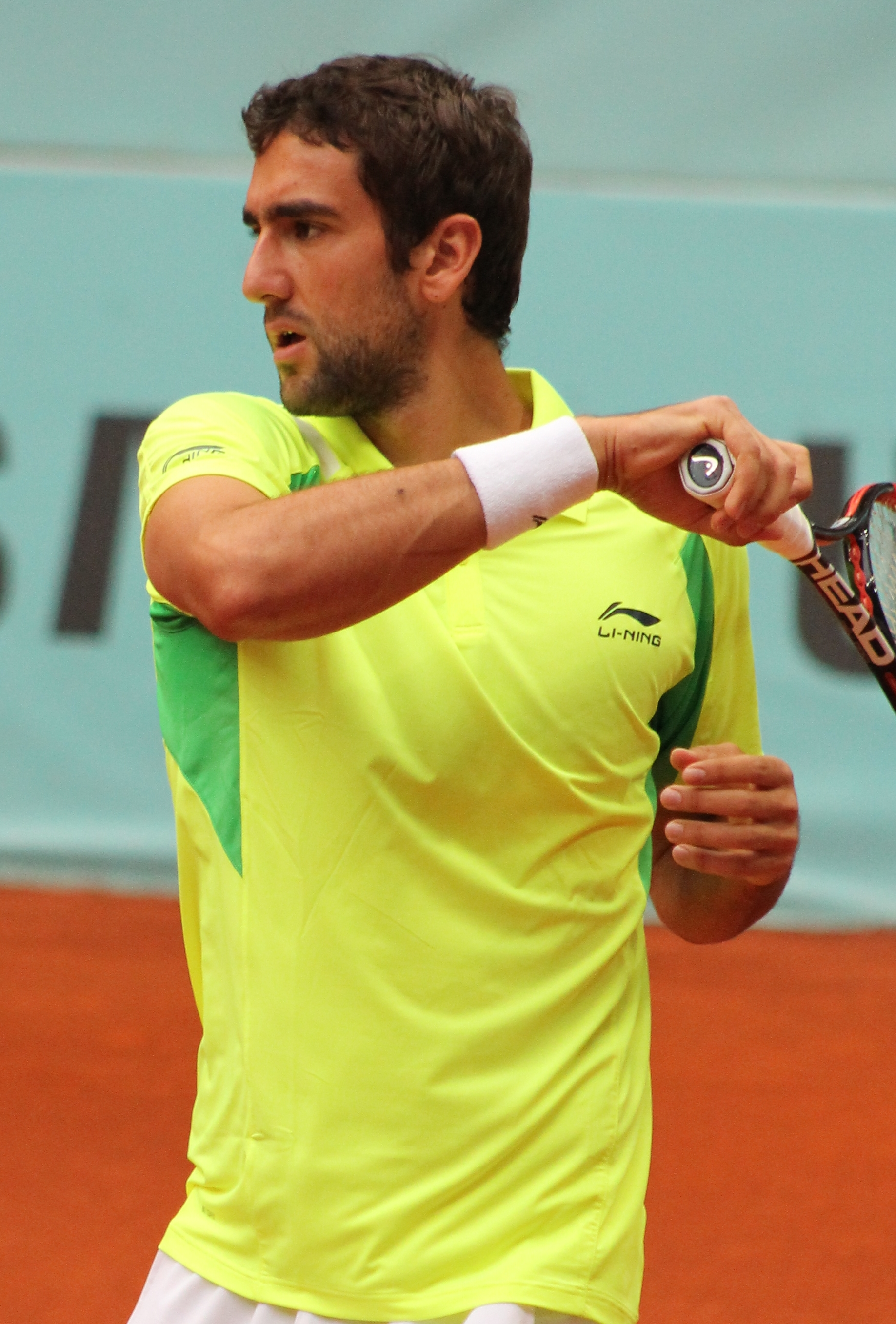
Marin Čilić vincitore degli US Open

Marin Čilić comincia la stagione vincendo il torneo di casa, a Zagabria, su Tommy Haas e la settimana successiva arriva in finale a Rotterdam dove viene sconfitto da Tomáš Berdych. Vince il torneo di Delray Beach ma il risultato più importante è stato senza dubbio il trionfo ottenuto agli US Open dove, dopo aver eliminato sulla sua strada Tomáš Berdych e Roger Federer, ha avuto la meglio su Kei Nishikori. Ad ottobre vince il quinto titolo stagionale a Mosca sconfiggendo in due set lo spagnolo Roberto Bautista Agut.

#### Assenze notevoli
Il 14 luglio Rafael Nadal si qualifica per l'ATP World Tour Finals, ma deve rinunciarvi a causa di un intervento all'appendice.

### Doppio
| Gruppo A |
| Gruppo B |

| # | Giocatori                               | Punti  | Tornei | Data di qualificazione |
| --- | --------------------------------------- | ------ | ------ | ---------------------- |
| 1 | Bob Bryan Mike Bryan                    | 11,545 | 21     | 14 luglio              |
| 2 | Daniel Nestor\| Nenad Zimonjić          | 5,820  | 19     | 9 settembre            |
| 3 | Alexander Peya Bruno Soares             | 6,230  | 21     | 9 ottobre              |
| 4 | Julien Benneteau Édouard Roger-Vasselin | 4,740  | 17     | 9 ottobre              |
| 5 | Jean-Julien Rojer Horia Tecău           | 4,490  | 28     | 29 ottobre             |
| 6 | Marcel Granollers Marc López            | 4,450  | 17     | 29 ottobre             |
| 7 | Ivan Dodig Marcelo Melo                 | 3,570  | 19     | 30 ottobre             |
| 8 | Łukasz Kubot Robert Lindstedt           | 3,080  | 18     | 29 ottobre             |
| Kubot e Lindstedt si qualificano grazie alla vittoria dell'Australian Open e la presenza in top-20 come dalle regole (P39) |                                         |        |        |                        |

## Testa a testa

### Singolare
|   |               | Đoković | Federer | Wawrinka | Nishikori | Murray | Berdych | Raonic | Čilić | Totale |
| 1 | Novak Đoković |         | 17–19   | 15–3     | 2–2       | 15–8   | 16–2    | 4–0    | 10–0  | 79–34  |
| 2 | Roger Federer | 19–17   |         | 14–2     | 2–2       | 11–11  | 12–6    | 6–1    | 5–1   | 69–40  |
| 3 | Stan Wawrinka | 3–15    | 2–14    |          | 2–1       | 6–8    | 9–5     | 3–0    | 7–2   | 32–45  |
| 4 | Kei Nishikori | 2–2     | 2–2     | 1–2      |           | 0–3    | 3–1     | 4–1    | 5–3   | 17–14  |
| 5 | Andy Murray   | 8–15    | 11–11   | 8–6      | 3–0       |        | 4–6     | 1–3    | 10–2  | 45–43  |
| 6 | Tomáš Berdych | 2–16    | 6–12    | 5–9      | 1–3       | 6–4    |         | 1–3    | 5–4   | 26–51  |
| 7 | Milos Raonic  | 0–4     | 1–6     | 0–3      | 1–4       | 3–1    | 3–1     |        | 1–1   | 9–20   |
| 8 | Marin Čilić   | 0–10    | 1–5     | 2–7      | 3–5       | 2–10   | 4–5     | 1–1    |       | 13–43  |

## Montepremi e punti
| Turneo                   | Singolare    | Doppio1    | Punti |
| ------------------------ | ------------ | ---------- | ----- |
| Campione                 | +1 455 000 $ | +226 000 $ | +900  |
| Finalista                | +475 000 $   | +76 000 $  | +400  |
| Round Robin (3 vittorie) | 465 000 $    | 228 000 $  | 600   |
| Round Robin (2 vittorie) | 310 000 $    | 152 000 $  | 400   |
| Round Robin (1 vittoria) | 155 000 $    | 76 000 $   | 200   |
| Alternative              | 85 000 $     | 30 000 $   | –     |

## Round Robin

### Giorno 1: 9 novembre
| Incontri nella O2 arena | Incontri nella O2 arena              | Incontri nella O2 arena                         | Incontri nella O2 arena |
| Gruppo | Vincitore                            | Perdente                                        | Punteggio               |
| --- | ------------------------------------ | ----------------------------------------------- | ----------------------- |
| Gruppo B Doppio | Marcel Granollers [6] Marc López [6] | Julien Benneteau [4] Édouard Roger-Vasselin [4] | 6-4, 6-4                |
| Gruppo B Singolare | Kei Nishikori [4]                    | Andy Murray [5]                                 | 6-4, 6-4                |
| Gruppo B Doppio | Ivan Dodig [7] Marcelo Melo [7]      | Daniel Nestor [2] Nenad Zimonjić [2]            | 6-3, 7-5                |
| Gruppo B Singolare | Roger Federer [2]                    | Milos Raonic [7]                                | 6-1, 7-6(0)             |
| Il 1º match è iniziato alle 12:00 GMT il 2º non prima delle 14:00 GMT il 3º non prima delle 18:00 GMT il 4º non prima delle 20:00 GMT |                                      |                                                 |                         |

### Giorno 2: 10 novembre
| Incontri nella O2 arena | Incontri nella O2 arena               | Incontri nella O2 arena               | Incontri nella O2 arena |
| Gruppo | Vincitore                             | Perdente                              | Punteggio               |
| --- | ------------------------------------- | ------------------------------------- | ----------------------- |
| Gruppo A Doppio | Alexander Peya [3] Bruno Soares [3]   | Jean-Julien Rojer [5] Horia Tecău [5] | 6-3, 3-6, [12-10]       |
| Gruppo A Singolare | Stan Wawrinka [3]                     | Tomáš Berdych [6]                     | 6-1, 6-1                |
| Gruppo A Doppio | Łukasz Kubot [9] Robert Lindstedt [9] | Bob Bryan [1] Mike Bryan [1]          | 7-63, 6-3               |
| Gruppo A Singolare | Novak Đoković [1]                     | Marin Čilić [9]                       | 6-1, 6-1                |
| Il 1º match è iniziato alle 12:00 GMT il 2º non prima delle 14:00 GMT il 3º non prima delle 18:00 GMT il 4º non prima delle 20:00 GMT |                                       |                                       |                         |

### Giorno 3: 11 novembre
| Incontri nella O2 arena | Incontri nella O2 arena                         | Incontri nella O2 arena              | Incontri nella O2 arena |
| Gruppo | Vincitore                                       | Perdente                             | Punteggio               |
| --- | ----------------------------------------------- | ------------------------------------ | ----------------------- |
| Gruppo B Doppio | Julien Benneteau [4] Édouard Roger-Vasselin [4] | Daniel Nestor [2] Nenad Zimonjić [2] | 6-4, 5-7, [10-5]        |
| Gruppo B Singolare | Roger Federer [2]                               | Kei Nishikori [4]                    | 6-3, 6-2                |
| Gruppo B Doppio | Ivan Dodig [7] Marcelo Melo [7]                 | Marcel Granollers [6] Marc López [6] | 7-65 7-612              |
| Gruppo B Singolare | Andy Murray [5]                                 | Milos Raonic [7]                     | 6-3, 7-5                |
| Il 1º match è iniziato alle 12:00 GMT il 2º non prima delle 14:00 GMT il 3º non prima delle 18:00 GMT il 4º non prima delle 20:00 GMT |                                                 |                                      |                         |

### Giorno 4: 12 novembre
| Incontri nella O2 arena | Incontri nella O2 arena               | Incontri nella O2 arena               | Incontri nella O2 arena |
| Gruppo | Vincitore                             | Perdente                              | Punteggio               |
| --- | ------------------------------------- | ------------------------------------- | ----------------------- |
| Gruppo A Doppio | Bob Bryan [1] Mike Bryan [1]          | Jean-Julien Rojer [5] Horia Tecău [5] | 64-7, 6-3, [10-6]       |
| Gruppo A Singolare | Tomáš Berdych [6]                     | Marin Čilić [9]                       | 6-3, 6-1                |
| Gruppo A Doppio | Łukasz Kubot [9] Robert Lindstedt [9] | Alexander Peya [3] Bruno Soares [3]   | 6-4, 3-6, [10-6]        |
| Gruppo A Singolare | Novak Đoković [1]                     | Stan Wawrinka [3]                     | 6-3, 6-0                |
| Il 1º match è iniziato alle 12:00 GMT il 2º non prima delle 14:00 GMT il 3º non prima delle 18:00 GMT il 4º non prima delle 20:00 GMT |                                       |                                       |                         |

### Giorno 5: 13 novembre
| Incontri nella O2 arena | Incontri nella O2 arena                         | Incontri nella O2 arena              | Incontri nella O2 arena |
| Gruppo | Vincitore                                       | Perdente                             | Punteggio               |
| --- | ----------------------------------------------- | ------------------------------------ | ----------------------- |
| Gruppo B Doppio | Daniel Nestor [2] Nenad Zimonjić [2]            | Marcel Granollers [6] Marc López [6] | 65-7, 6-3, [11-9]       |
| Gruppo B Singolare | Kei Nishikori [4]                               | David Ferrer [9/ALT]                 | 4-6, 6-4, 6-1           |
| Gruppo A Doppio | Julien Benneteau [4] Édouard Roger-Vasselin [4] | Ivan Dodig [7] Marcelo Melo [7]      | 4-6, 6-2, [10-8]        |
| Gruppo B Singolare | Roger Federer [1]                               | Andy Murray [5]                      | 6-0, 6-1                |
| Il 1º match è iniziato alle 12:00 GMT il 2º non prima delle 14:00 GMT il 3º non prima delle 18:00 GMT il 4º non prima delle 20:00 GMT |                                                 |                                      |                         |

### Giorno 6: 14 novembre
| Incontri nella O2 arena | Incontri nella O2 arena               | Incontri nella O2 arena               | Incontri nella O2 arena |
| Gruppo | Vincitore                             | Perdente                              | Punteggio               |
| --- | ------------------------------------- | ------------------------------------- | ----------------------- |
| Gruppo A Doppio | Łukasz Kubot [9] Robert Lindstedt [9] | Jean-Julien Rojer [5] Horia Tecău [5] | 6-4, 7-64               |
| Gruppo A Singolare | Novak Đoković [1]                     | Tomáš Berdych [6]                     | 6-2, 6-2                |
| Gruppo A Doppio | Bob Bryan [1] Mike Bryan [1]          | Alexander Peya [3] Bruno Soares [3]   | 7-63, 7-62              |
| Gruppo A Singolare | Stan Wawrinka [3]                     | Marin Čilić [9]                       | 6-3, 4-6, 6-3           |
| Il 1º match è iniziato alle 12:00 GMT il 2º non prima delle 14:00 GMT il 3º non prima delle 18:00 GMT il 4º non prima delle 20:00 GMT |                                       |                                       |                         |

### Giorno 7: 15 novembre
| Incontri nella O2 arena | Incontri nella O2 arena         | Incontri nella O2 arena                         | Incontri nella O2 arena |
| Gruppo | Vincitore                       | Perdente                                        | Punteggio               |
| --- | ------------------------------- | ----------------------------------------------- | ----------------------- |
| Semifinale Doppio | Ivan Dodig [7] Marcelo Melo [7] | Łukasz Kubot [9] Robert Lindstedt [9]           | 4-6, 6-4, [10-6]        |
| Semifinale Singolare | Novak Đoković [1]               | Kei Nishikori [4]                               | 6-1, 3-6, 6-0           |
| Semifinale Doppio | Bob Bryan [1] Mike Bryan [1]    | Julien Benneteau [4] Édouard Roger-Vasselin [4] | 6-0, 6-3                |
| Semifinale Singolare | Roger Federer [2]               | Stan Wawrinka [3]                               | 4-6, 7-5, 7-66          |
| Il 1º match è iniziato alle 12:00 GMT il 2º non prima delle 14:00 GMT il 3º non prima delle 18:00 GMT il 4º non prima delle 20:00 GMT |                                 |                                                 |                         |

### Giorno 8: 16 novembre
Prima della finale di singolare Roger Federer ha dato forfait per dei problemi alla schiena. In questo modo la finale è stata cancellata e il titolo è stato assegnato al serbo Novak Đoković che ha conquistato così il terzo trofeo consecutivo al Masters come era accaduto ad Ivan Lendl tra il 1985 e il 1987. Il forfait di Federer in una finale di un torneo così prestigioso è stata accostata al ritiro di Frank Shields nel Torneo di Wimbledon del 1931 quando l'americano si ritirò prima della finale contro il connazionale Sidney Wood a causa di problemi alla caviglia spinto anche dalla squadra americana di Coppa Davis che gli chiese di rinunciare alla finale per recuperare in vista della partita tra il Regno Unito e gli Stati Uniti che si sarebbe tenuta pochi giorni dopo allo Stade Roland Garros.
| Incontri nella O2 arena                                               | Incontri nella O2 arena      | Incontri nella O2 arena         | Incontri nella O2 arena |
| Gruppo                                                                | Vincitore                    | Perdente                        | Punteggio               |
| --------------------------------------------------------------------- | ---------------------------- | ------------------------------- | ----------------------- |
| Finale Doppio                                                         | Bob Bryan [1] Mike Bryan [1] | Ivan Dodig [7] Marcelo Melo [7] | 65-7, 6-2, [10-7]       |
| Finale Singolare                                                      | Novak Đoković [1]            | Roger Federer [2]               | Walkover                |
| Il 1º match è iniziato alle 15:30 GMT il 2º non prima delle 18:00 GMT |                              |                                 |                         |

## Campioni

### Singolare
Novak Đoković ha vinto il torneo grazie al ritiro di  Roger Federer prima della finale.
- È il quarantottesimo titolo in carriera per Đoković, il settimo titolo del 2014 e il quarto trionfo nei Masters di fine anno.

### Doppio
Bob Bryan /  Mike Bryan hanno sconfitto in finale  Ivan Dodig /  Marcelo Melo per 6(5)–7, 6-2, [10-7].